# Head over Heels (Tears for Fears)
Head over Heels è una canzone del gruppo inglese Tears for Fears, pubblicata come quarto singolo estratto dall'album Songs from the Big Chair nel 1985. Negli Stati Uniti il singolo è stato invece il terzo estratto, ed è riuscito ad arrivare alla terza posizione della Billboard Hot 100.

## Tracce
7" Mercury / IDEA10 (UK)
1. Head over Heels (Remix) - 4:14
2. When in Love with a Blind Man - 2:22

- Pubblicato anche come picture disc a forma di quadrifoglio (Mercury / IDPIC10)

12" Mercury / IDEA1012 (UK)
1. Broken/Head over Heels/Broken (Preacher Mix) - 7:53
2. Head over Heels (Remix) - 4:14
3. When in Love with a Blind Man - 2:22

CDV Mercury / 080 062-2 (UK)
1. Head over Heels (Remix) - 4:14
2. Sea Song - 3:52
3. The Working Hour - 6:27
4. Mothers Talk (U.S. Remix) - 4:14
5. Head over Heels [video]

## Classifiche
| Classifica (1985)                  | Posizione più alta |
| ---------------------------------- | ------------------ |
| Regno Unito                        | 12                 |
| Australia                          | 21                 |
| Germania                           | 55                 |
| Hot Dance Music/Maxi-Singles Sales | 49                 |
| Mainstream Rock Tracks             | 7                  |
| Adult Contemporary                 | 5                  |
| Billboard Hot 100                  | 3                  |

## Cover
Nel corso degli anni il brano è stato registrato numerose volte da diversi artisti, come:
- Kids in the Way
- Samamidon
- Rogue Traders
- New Found Glory
- Relient K
- X-ecutioners
- Katy Perry
- Johnny Goudie e Joseph King